# Distretto di Melfi
Il distretto di Melfi fu una delle suddivisioni amministrative del Regno delle Due Sicilie, subordinate alla provincia di Basilicata, soppressa nel 1860.

## Istituzione e soppressione
Il distretto fu istituito con il Regio decreto per la nuova circoscrizione delle quattordici provincie del regno di Napoli, n. 922 del 4 maggio 1811, staccando alcuni comuni aggregati n precedenza a quello di Potenza. Con l'occupazione garibaldina e annessione al Regno di Sardegna del 1860 l'ente fu soppresso.

## Suddivisione in circondari
Il distretto era suddiviso in successivi livelli amministrativi gerarchicamente dipendenti dal precedente. Al livello immediatamente successivo, infatti, individuiamo i circondari, che, a loro volta, erano costituiti dai comuni, l'unità di base della struttura politico-amministrativa dello Stato moderno. A questi ultimi potevano far capo i villaggi, centri a carattere prevalentemente rurale. I circondari del distretto di Melfi, al momento della soppressione, ammontavano a nove ed erano i seguenti:
- Circondario di Melfi:
Melfi, Rapolla
- Circondario di Barile:
Barile, Ripacandida (con il villaggio di Ginestra)
- Circondario di Bella:
Bella, San Fele
- Circondario di Forenza:
Forenza, Maschito
- Circondario di Muro:
Muro, Castelgrande
- Circondario di Palazzo:
Palazzo, Montemilone
- Circondario di Pescopagano:
Pescopagano, Rapone, Ruvo
- Circondario di Rionero:
Rionero, Atella
- Circondario di Venosa:
Venosa, Lavello